# Liste der Biografien/Neun
Liste der Biografien |
Portal Biografien |
Personensuche
# |
A |
B |
C |
D |
E |
F |
G |
H |
I |
J |
K |
L |
M |
N |
O |
P |
Q |
R |
S |
T |
U |
V |
W |
X |
Y |
Z |
?
 
Na |
Nb |
Nc |
Nd |
Ne |
Nf |
Ng |
Nh |
Ni |
Nj |
Nk |
Nl |
Nm |
Nn |
No |
Nr |
Ns |
Nt |
Nu |
Nv |
Nw |
Nx |
Ny |
Nz
 
Nea |
Neb |
Nec |
Ned |
Nee |
Nef |
Neg |
Neh |
Nei |
Nej |
Nek |
Nel |
Nem |
Nen |
Neo |
Nep |
Ner |
Nes |
Net |
Neu |
Nev |
New |
Nex |
Ney |
Nez
 
Neub |
Neuc |
Neud |
Neue |
Neuf |
Neug |
Neuh |
Neui |
Neuj |
Neuk |
Neul |
Neum |
Neun |
Neup |
Neur |
Neus |
Neut |
Neuv |
Neuw |
Neuy |
Neuz
Die Liste der Biografien führt alle Personen auf, die in der deutschsprachigen Wikipedia einen Artikel haben. Dieses ist eine Teilliste mit 76 Einträgen von Personen, deren Namen mit den Buchstaben „Neun“ beginnt.

## Neun
- Neun, Jörg (* 1966), deutscher Fußballspieler
- Neun, Manfred (* 1950), deutscher Unternehmer und Verbandsfunktionär
- Neun, Monika (1967–2022), Schweizer Theaterkünstlerin, Journalistin und Schriftstellerin
- Neun, Walter (* 1911), deutscher Mediziner und nationalsozialistischer Funktionär
- Neun, Winfried (* 1962), deutscher Unternehmensberater

### Neuna
- Neunaber, Mario (* 1982), deutscher Fußballspieler
- Neunast, Daniela (* 1966), deutsche Olympiasiegerin im Rudern
- Neunast, Laura M. (* 1993), deutsche Autorin und Lyrikerin

### Neund
- Neundlinger, Beatrix (* 1947), österreichische SängerinBeatrix Neundlinger (* 1947)

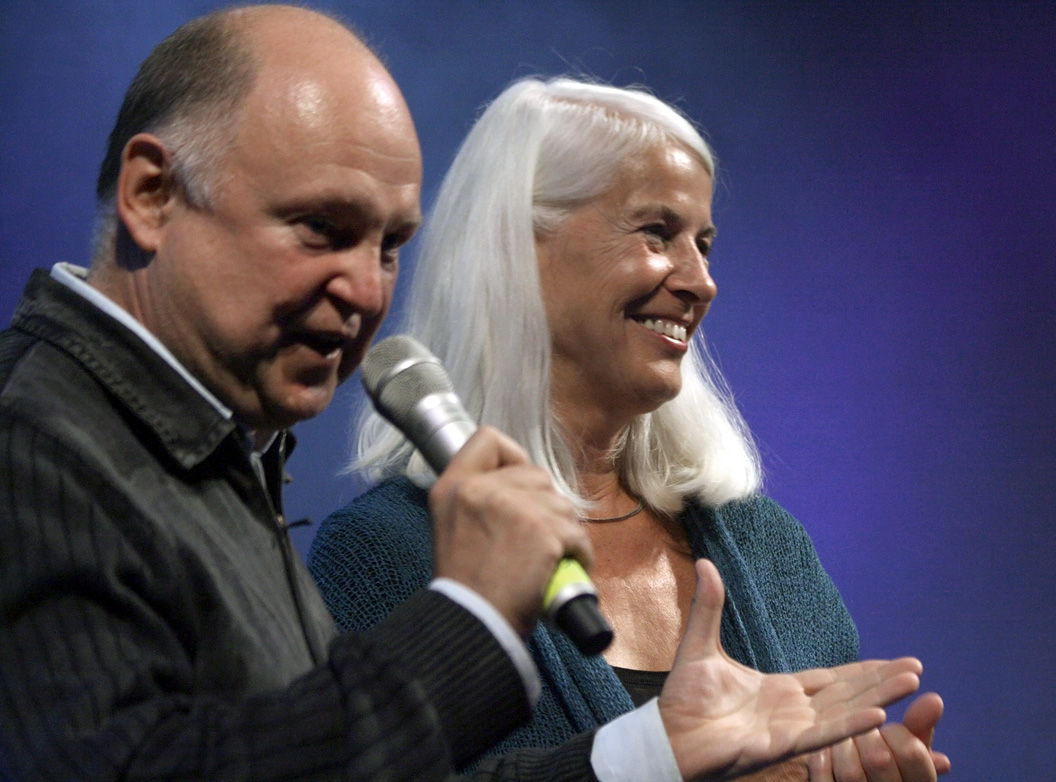
Beatrix Neundlinger (* 1947)

- Neundörfer, Bernhard (* 1937), deutscher Neurologe
- Neundorfer, Bruno (1926–2001), deutscher Historiker und Archivar
- Neundorfer, Joseph (1901–1997), deutscher Schulleiter und Politiker (CSU), MdL Bayern
- Neundörfer, Karl (1885–1926), deutscher römisch-katholischer Priester und Jurist
- Neundörfer, Ludwig (1901–1975), deutscher Soziologe
- Neundorff von Enzberg, Jens (* 1966), deutscher Theaterintendant, Operndirektor und Dramaturg

### Neune
- Neuneck, Agnes Apollonia Elisabeth von († 1677), Adelige, Kanonissin, Wohltäterin der Kirche
- Neuneck, Götz (* 1954), deutscher Physiker und Friedensforscher
- Neunecker, Marie-Luise (* 1955), deutsche HornistinMarie-Luise Neunecker (* 1955)
- Neuner, Adam (1788–1869), Chirurg

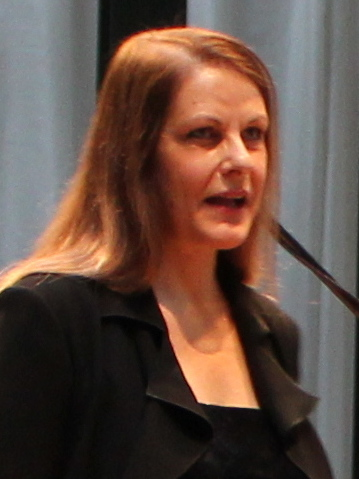
Marie-Luise Neunecker (* 1955)

- Neuner, Angelika (* 1969), österreichische Rennrodlerin
- Neuner, Carl († 1830), deutscher Violinist, Kontrabassist, Sänger und Komponist
- Neuner, Christof (* 1953), österreichischer Politiker (FPÖ), Mitglied des Bundesrates
- Neuner, Dominik (* 1948), Schweizer Opernregisseur und Hochschulprofessor
- Neuner, Doris (* 1971), österreichische Rennrodlerin
- Neuner, Florian (* 1972), österreichischer Schriftsteller und Publizist
- Neuner, Friedrich (1857–1930), deutscher Mühlenbesitzer und Politiker (NLP), Bürgermeister, MdR
- Neuner, Georg Karl (1815–1882), deutscher Jurist
- Neuner, George (1878–1966), US-amerikanischer Jurist und Politiker
- Neuner, Gerhard (* 1941), deutscher Germanist, Anglist und Hochschullehrer
- Neuner, Gerhart (1929–2008), deutscher Pädagoge, Präsident der Akademie der Pädagogischen Wissenschaften der DDR, SED-Funktionär
- Neuner, Hannes (1906–1978), deutscher Bildhauer und Glasmaler
- Neuner, Hans, deutscher Landrat
- Neuner, Hans, österreichischer Koch
- Neuner, Hans-Berndt (* 1975), Geodät und Hochschullehrer
- Neuner, Hein (1910–1984), deutscher Grafiker
- Neuner, Helga (* 1940), deutsche Schauspielerin
- Neuner, Irene (1958–2002), deutsche Schauspielerin
- Neuner, Johann (1867–1931), österreichischer Komponist und Beamter
- Neuner, Johann (1914–1991), deutscher Landwirt und Politiker (CSU), Bürgermeister und MdL Bayern
- Neuner, Jörg (* 1958), deutscher Rechtswissenschaftler
- Neuner, Josef (1908–2009), österreichischer Jesuit, Missionar, Theologe
- Neuner, Julius Christoph (1838–1910), österreichischer Industrieller und Politiker, Landtagsabgeordneter
- Neuner, Karl (1902–1949), deutscher Nordischer Kombinierer
- Neuner, Kurt (1925–2015), österreichischer Politiker (NSDAP, ÖVP), Abgeordneter zum Nationalrat, Mitglied des Bundesrates
- Neuner, Magdalena (* 1987), deutsche BiathletinMagdalena Neuner (* 1987)

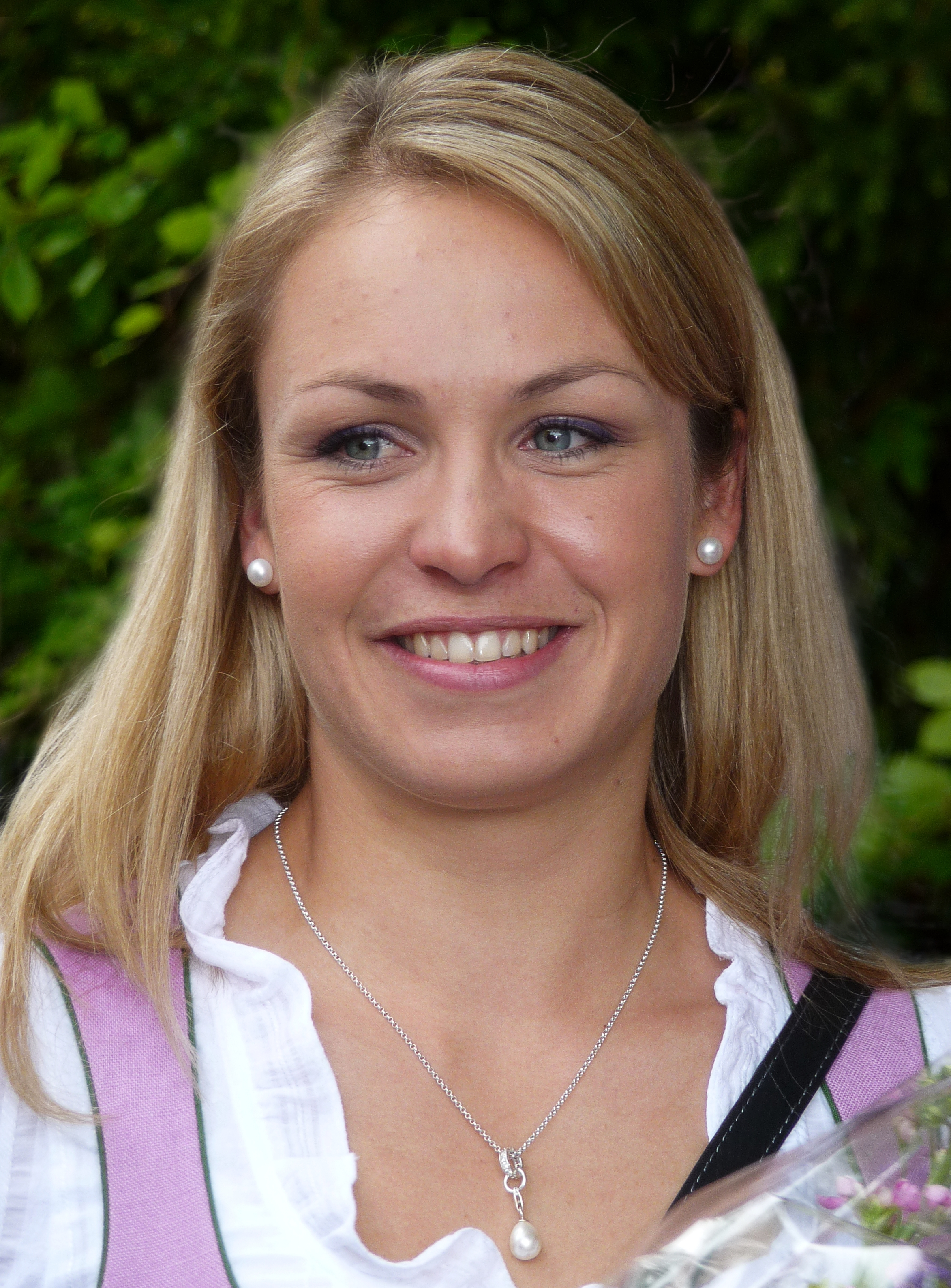
Magdalena Neuner (* 1987)

- Neuner, Manfred (1945–2001), deutscher Fußballschiedsrichter
- Neuner, Martin (1900–1944), deutscher Skispringer und Nordischer Kombinierer
- Neuner, Mathias (* 1966), deutscher Kommunalpolitiker
- Neuner, Michael (* 2006), österreichischer Fußballspieler
- Neuner, Peter (* 1941), deutscher katholischer Priester und Professor für Fundamentaltheologie und Dogmatik
- Neuner, Reinhard (* 1969), österreichischer Biathlet
- Neuner, Robert (1898–1945), deutscher Jurist
- Neuner, Susanne (* 1951), deutsche Malerin, Zeichnerin und Buchbinderin
- Neuner-Duttenhofer, Bernd (* 1943), deutscher Autor, Journalist und FernsehmoderatorBernd Neuner-Duttenhofer (* 1943)

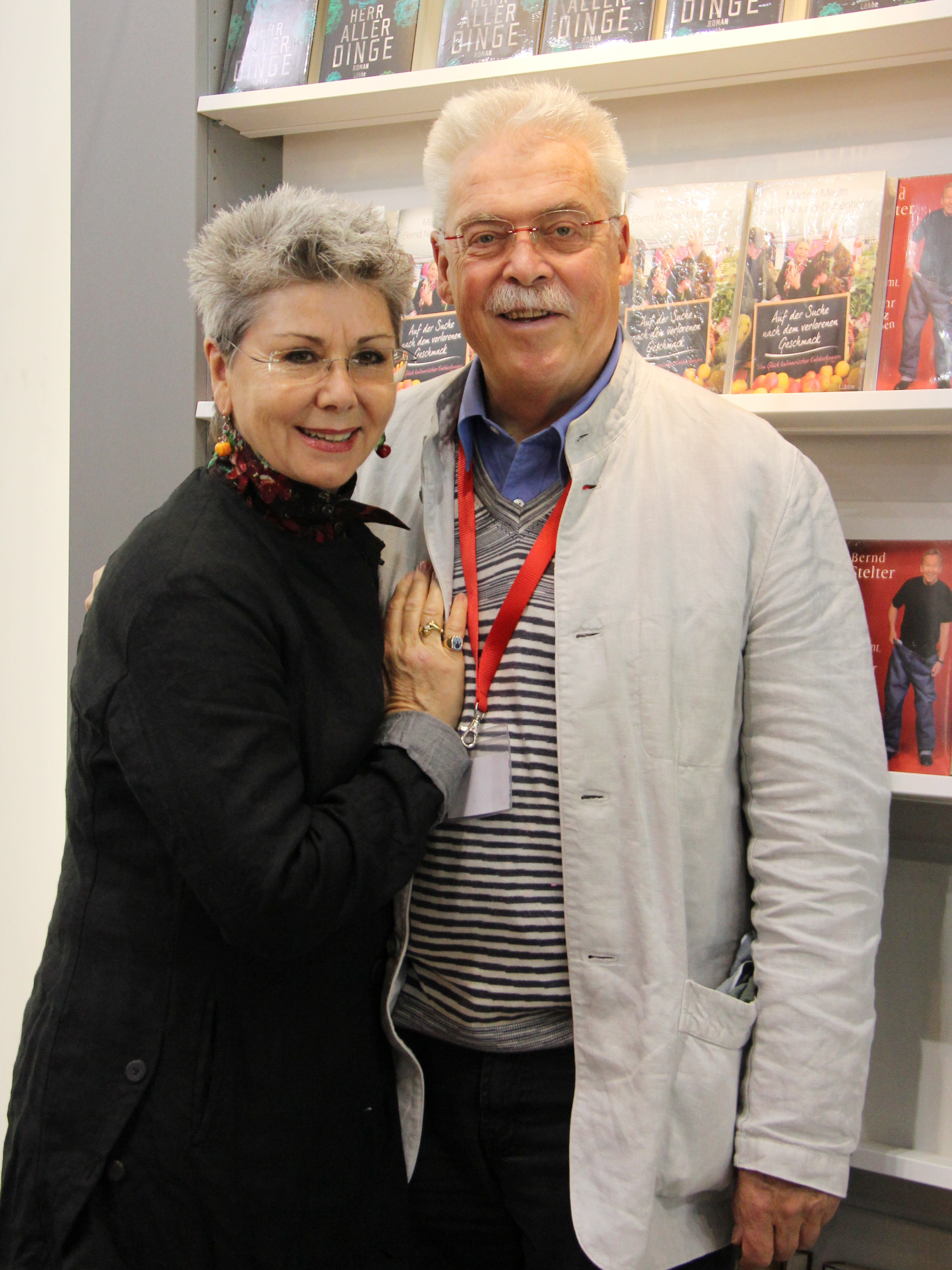
Bernd Neuner-Duttenhofer (* 1943)

### Neunh
- Neunhaber, Andreas (1603–1663), deutscher Organist
- Neunhäuserer, Jörg (* 1969), deutscher Mathematiker
- Neunhäuserer, Lydia (* 1973), österreichische Mundartautorin
- Neunheller, Philipp, Theologe und Reformator
- Neunhertz, Christian († 1689), deutscher Maler
- Neunhertz, Georg Wilhelm († 1749), deutscher Kirchenmaler, Zeichner und Kupferstecher
- Neunherz, Johannes (1653–1737), deutscher lutherischer Geistlicher und Kirchenlieddichter
- Neunheuser, Burkhard (1903–2003), deutscher römisch-katholischer Benediktiner und Liturgiewissenschaftler
- Neunhoeffer, Hans (1936–2018), deutscher Chemiker
- Neunhoeffer, Otto (1904–1998), deutscher Chemiker
- Neunhöffer, Friedrich (* 1938), deutscher Politiker (FDP, SPD, Die Linke)

### Neunt
- Neunteufel, Lukas (* 1989), österreichischer Fußballspieler
- Neunteufel, Michael (* 1958), österreichischer Pianist und Komponist
- Neunteufel, Raimund (1872–1937), österreichischer Politiker (DnP), Abgeordneter zum Nationalrat

### Neunz
- Neunzert, Hartfrid (1943–2024), deutscher Kunsthistoriker
- Neunzert, Helmut (* 1936), deutscher Mathematiker
- Neunzert, Max (1892–1982), deutscher politischer Aktivist
- Neunzig, Josef (1904–1965), katholischer Priester und Verfolgter des Nationalsozialismus
- Neunzig, Karl (1864–1944), deutscher Tiermaler, Herausgeber der Fachzeitschrift Gefiederte Welt (1900–1938)
- Neunzig, Peter Joseph (1797–1877), deutscher Arzt und Revolutionär
- Neunzig, René (* 1976), deutscher American-Football-Spieler und -Trainer
- Neunzling, Bernd (* 1969), deutscher Schauspieler und Autor